# Andorski nogometni savez
Nogometni Savez Andore (kat.: Federació Andorrana de Futbol) je najviše nogometno tijelo u Andori. Organizira natjecanja u Prvoj i Drgoj ligi Andore te Kup Andore. Smještena je u regiji Escaldes-Engordany.
Savez je osnovan 1994. g. 

## Vanjske poveznice
- Službena stranica
- Andorra  Arhivirana inačica izvorne stranice od 6. siječnja 2010. (Wayback Machine) na stranicama FIFA-e
- Andorra na stranicama UEFA-e